# 姫路市立勝原小学校
姫路市立勝原小学校（ひめじしりつ かつはらしょうがっこう）は、兵庫県姫路市勝原区丁（よろ）にある公立小学校。

## 沿革
- 1875年（明治8年）5月 - 三校を統合し、育英小学校設立。
- 1887年（明治20年）4月 - 育英小学校と旭陽村の揖盛小学校が統合され、旭陽尋常小学校及び旭陽簡易小学校を旭陽村坂出に設置[1]。
- 1891年（明治24年）11月2日 - 旭陽尋常小学校から分離して勝原尋常小学校設置[1]。姫路市の主張ではこの日を本校の創立日としている。
- 1912年（明治45年）4月 - 高等科を併置。
- 1941年（昭和16年）4月 - 国民学校令施行により、揖保郡勝原国民学校に改称。
- 1946年（昭和21年）3月 - 揖保郡勝原村が姫路市に合併し、姫路市立勝原国民学校に改称。
- 1947年（昭和22年）4月 - 学校教育法施行により、姫路市立勝原小学校に改称。
- 1954年（昭和29年）11月 - 健康優良学校表彰を受く。

- 1974年（昭和49年）4月1日 - 校区の一部を姫路市立大津茂小学校として分離。

## 校区
勝原区大谷・勝原区宮田（堂ノ前、上ノ坪、恵美穂、茶屋西及び六ケ坪）・勝原区熊見・勝原区朝日谷・勝原区丁・勝原区下太田・勝原区山戸・勝原区勝山町。
- 勝原区のほぼ全域が校区となる。また校区全域が姫路市立朝日中学校校区の一部となっている。
- 学校の西側を大津茂川が流れる。
- 瓢塚古墳 - 国指定の史跡。
- 愛宕神社 - 火揚げ祭りで知られる。
- 下太田廃寺跡
- 朝日山
- 檀特山 - 校区の北端、太子町との境にある。標高165.1m。
- 京見山

## 交通アクセス
- 西日本旅客鉄道（JR西日本）山陽本線 網干駅から東へ1.4km。
- 神姫バス 95・96系統乗車、勝原小学校前下車。
  - 学校は勝原区中部にあるため、勝原区東端に位置するはりま勝原駅からは遠い。鉄道とバスを乗り継いでいくなら、姫路駅南口または英賀保駅から神姫バス95・96系統に乗るのが望ましい。
- 兵庫県道421号大江島太子線沿い。

## 通学区域が隣接している学校
- 姫路市立旭陽小学校
- 姫路市立大津茂小学校
- 姫路市立大津小学校
- 姫路市立広畑第二小学校
- 姫路市立八幡小学校
- 太子町立太田小学校
- 太子町立石海小学校